# 후루고메
후루고메(일본어: 古込)는 일본 지바현 나리타시에 있는 오아자이다. 2017년 10월 31일 기준 이 지역의 인구는 0명이다. 우편번호는 나리타 국제공항 부지 내의 경우 282-0004, 그 외 기타 부지의 경우 282-0104이다.

## 지리
나리타시 동남부에 있으며 도야마 지구에 속한다. 주변의 오아자로는 돗코, 덴진미네, 히토쿠와다(가토리군 다코정 소재), 가야마신덴(산부군 시바야마정 소재), 기노네, 덴나미, 고마이노와 인접해 있다.
인접한 덴나미와 마찬가지로 구역 거의 전체가 나리타 국제공항(구 신도쿄 국제공항) 부지 내에 속해 있으며 후루고메에는 제2여객터미널과 유도로, 공항 관리 빌딩 등의 공항 시설이 놓여져 있다. 그 외에 나리타 공항 휴게소, 나리타 국제공항 경찰서, 나리타 국제공항주식회사 본사 사옥, TFK 나리타 본사 사옥이 있다.

## 역사
태평양 전쟁 이전 후루고메를 포함한 지바현 북부는 《속일본기》에 기록된 “율령국정 목지 방우마"(令諸国定 牧地 放牛馬, 율령국에서 소와 말을 사육하기 위한 목지로 지정됨)로서 700년(몬무 4년)부터 쭉 말의 목용지로 알려졌으며, 겐페이 합전 때 동국의 겐지에게 군마를 공급했다. 에도 시대 때는 코가네 5목과 사쿠라 7목이 설치되어 군마 사육생산이 이루어졌다.
20세기에 들어 식산흥업을 추진한 메이지 정부는 사쿠라 7목 중 하나였던 톳코목에 근대 목축의 상징인 양모 자급을 위한 목양장을 설치했다. 이 목양장이 이후 궁내청 시모후사 어료목장(이하 어료목장)이 된다.
제2차 세계 대전 패전 직후인 1946년 이전까지는 궁내청 시모후사 어료목장 부지의 일부였으며, 1946년경부터 시작된 전후개척에서 어료목장 부지 중 일부가 농지로 개방되었고, 이런 현유림의 일부였던 토지가 매각되며 개척지를 중심으로 한 지역이 만들어졌다. 이 때 당시 이주한 당시 정착민들은 신궁민(新窮民)이라고도 불렸는데, 패전으로 인해 식민지에서 쫓겨난 히키아게샤, 오키나와 전투로 황폐해진 이후에 미국의 통치에 놓여 귀향할 수 없게 된 오키나와현 출신자, 장남이 아니라 가독을 잇지 못한 농가의 차남 이하 아들들 등으로 구성되어 있었다. 불하 가격은 단당 80엔(쇼트피스 2통 상당) 정도였다.
나리타 공항 건설 결정에 따라 거의 모든 부지가 공항 부지로 편입되었다. 이와 같이 일방적인 공항 건설 결정은 주변 지역 정착민의 반발을 초래해 산리즈카 시바야마 연합공항반대동맹의 결성으로 이어졌지만 덴나미의 주민(당시 32가구)는 이 움직임의 일선에서 벗어나 집단 내에서 사태를 해결하기 위해 노력했다. 같은 해 10월 27일에는 후루고메, 기노네 마을과 함께 "나리타시 조건투쟁연맹"을 결성했다. 결국 정부와 조건부 협상을 거쳐 모든 가구가 이주에 응했다.
공항 건설에 앞서서 진행된 발굴 조사에서 약 3만년 전 사용된 구석기 시대 유물이 출토되었다.
공항 개항 직전에 일어난 1978년 3월 26일 나리타 공항 관제탑 점거사건이 발생한 공항 관리 빌딩이 이곳 후루고메에 소재한다.

## 교통
도로의 경우 신공항 자동차도(신공항 인터체인지)와 국도 제295호선이 지난다.
철도의 경우 동일본여객철도의 나리타선, 게이세이 전철의 게이세이 본선과 게이세이 나리타 공항선이 정차하는 공항 제2빌딩역이 있다. 또한 게이세이 히가시나리타선, 시바야마 철도선이 정차하는 히가시나리타역이 소재한다.

## 인구
2017년 10월 31일 기준 후루고메의 인구는 다음과 같다.
| 오아자   | 세대  | 인구 |
| -------- | ----- | ---- |
| 후루고메 | 0세대 | 0명  |

## 교육
후루고메 지역은 명목상 소학교의 경우 나리타시립 산리즈카 소학교에, 중학교의 경우 나리타시립 도야마 중학교에 학군에 속해 학교를 다니게 된다. 하지만 후루고메의 거주 인구가 한 명도 없어 실질적으로 이 학군을 적용받는 사람은 없다.

## 같이 보기
- 산리즈카
- 나리타 공항 문제